# Olivier Blondel
Olivier Blondel (Mont-Saint-Aignan, 9 luglio 1979) è un ex calciatore francese, di ruolo portiere.

## Carriera
Ha giocato in Ligue 1 con la maglia del Tolosa, con cui, nella stagione 2009-2010, ha preso anche parte a 3 partite di Europa League.

## Palmarès

### Club

#### Competizioni nazionali
- Championnat National: 1

Strasburgo: 2015-2016